# Verónica (pel·lícula mexicana)
Veronica és una pel·lícula mexicana de thriller psicològic del 2017 escrita i dirigida per Carlos Algara i Alejandro Martinez-Beltran, i protagonitzada per Olga Segura i Arcelia Ramírez.

## Sinopsi
Una psicòloga que ha deixat de practicar la medicina, decideix agafar el cas de Veronica de la Serna, una jove la terapeuta anterior de la qual ha desaparegut misteriosament. El psicòleg exigeix a la Verònica que es quedi amb ella a la seva casa de camp mentre duri el tractament. Aquí, ambdues descobriran què hi ha darrere dels seus secrets més profunds.

## Repartiment
- Olga Segura	...	Veronica de la Serna
- Arcelia Ramírez	...	Psicòloga
- Sofía Garza	 ... Mare de Verónica

## Estrena
Veronica es va estrenar a les sales de Mèxic el 25 d'agost de 2017 i va romandre als cinemes durant 4 setmanes. El 30 d'octubre de 2017, la pel·lícula va ser estrenada internacionalment per Netflix.

## Crítica
Al lloc web de l'agregador de ressenyes Rotten Tomatoes, la pel·lícula té una qualificació d'aprovació del 75% basada en 8 ressenyes i una qualificació mitjana de 6,8/10.

## Premis
La pel·lícula va rebre el premi Roma Lazio Film Commission al mercat de cinema Ventana Sur a l'Argentina (secció Blood Window) el 2015. El premi consistia en serveis de postproducció i masterització de DCP. Veronica també va ser seleccionada per l'Instituto Mexicano de Cinematografía (IMCINE) per participar al European Film Market del Festival Internacional de Cinema de Berlín, el febrer de 2017, com a part de Visions Berlin, a la secció Mèxic Focus del mercat. La pel·lícula també va competir pel Premi Mezcal al 32è Festival Internacional de Cinema de Guadalajara el març de 2017. I va ser nominada a la millor pel·lícula iberoamericana al 13è Festival Internacional de Cinema Fantàstic Fantaspoa de Porto Alegre el maig de 2017.
Carlos Algara i Alejandro Martínez Beltrán van guanyar el premi al millor nou director al 43è Festival de Cinema Iberoamericà de Huelva per aquesta pel·lícula. L'actriu principal, Arcelia Ramírez, va rebre una nominació a la millor actriu als LX edició dels Premis Ariel per aquesta pel·lícula i va guanyar la Diosa de Plata atorgada per l'Associació de Periodistes Mexicans a la millor actriu a la 47a entrega de les Diosas de Plata el 2018.